# Ehemaliges Pfarrhaus (Weiler im Allgäu)

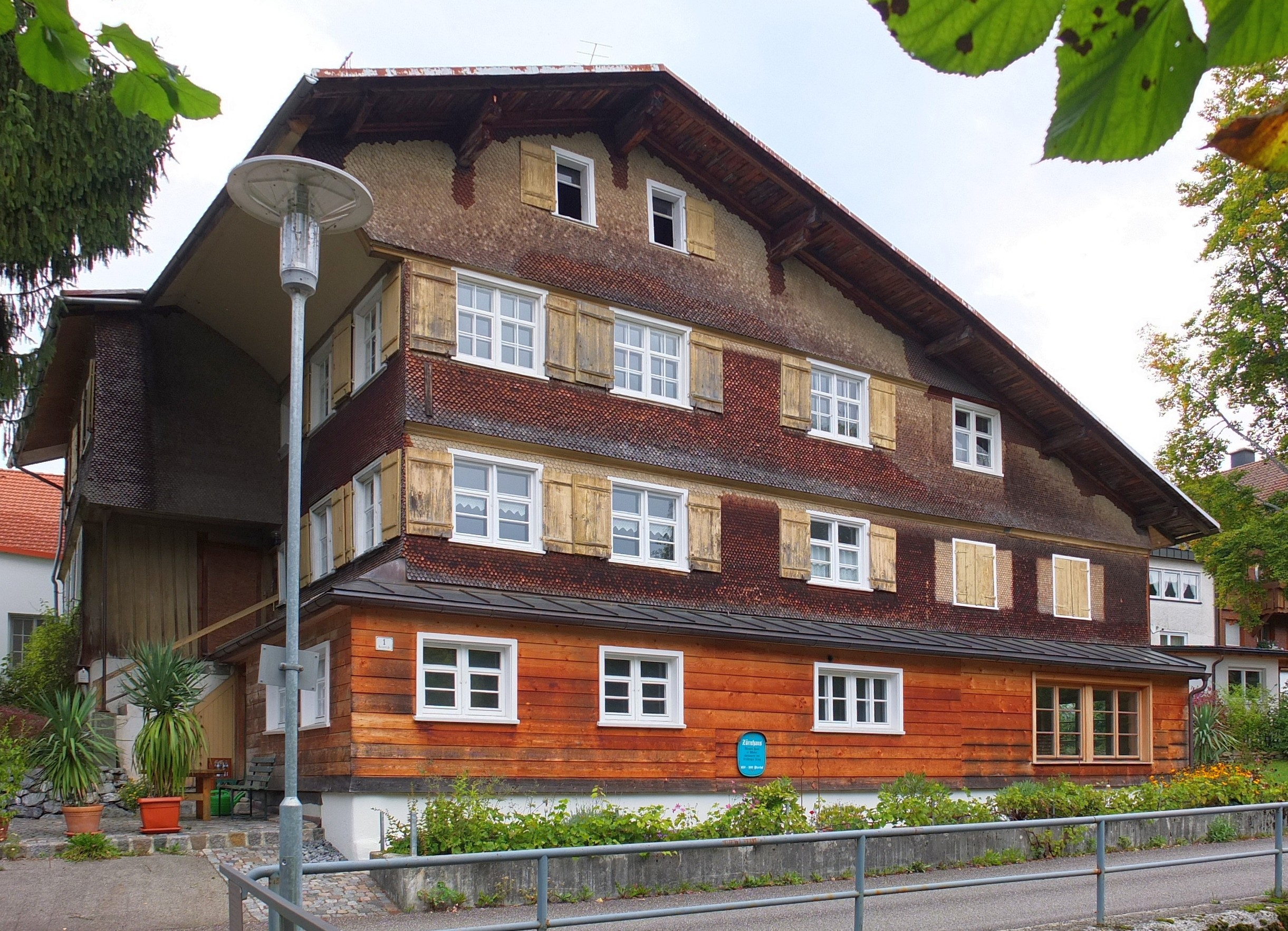
Ehemaliges Pfarrhaus in Weiler im Allgäu

Das Pfarrhaus in Weiler im Allgäu, einem Ortsteil der Gemeinde Weiler-Simmerberg im schwäbischen Landkreis Lindau (Bayern), wurde im 17. Jahrhundert errichtet. Das ehemalige Pfarrhaus an der Hausbachstraße 1 ist ein geschütztes Baudenkmal.
Der dreigeschossige verschindelte Bau mit Freitreppe wurde im Kern noch im 17. Jahrhundert erbaut. Das Untergeschoss ist vorgezogen.